# Terminoflustra spinata
Terminoflustra spinata is een mosdiertjessoort uit de familie van de Flustridae. De wetenschappelijke naam van de soort is voor het eerst geldig gepubliceerd in 1979 door Mawatari & Mawatari.